# Klek, Zrenjanin
Klek (izvirno srbsko Клек; romunsko Clec) je naselje v Srbiji, ki upravno spada pod Občino Zrenjanin; slednja pa je del Srednjebanatskega upravnega okraja.

## Demografija
V naselju živi 2394 polnoletnih prebivalcev, pri čemer je njihova povprečna starost 38,9 let (37,9 pri moških in 39,9 pri ženskah). Naselje ima 873 gospodinjstev, pri čemer je povprečno število članov na gospodinjstvo 3,39.
To naselje je, glede na rezultate popisa iz leta 2002, večinoma srbsko, a v času zadnjih 3 popisov je opazen porast števila prebivalcev.
|  |

| Demografija | Demografija     | Demografija     |
| Leto        | Št. prebivalcev | Št. prebivalcev |
| ----------- | --------------- | --------------- |
|             |                 |                 |
|             |                 |                 |
|             |                 |                 |
|             |                 |                 |
| 1948        | 1608            |                 |
| 1953        | 1635            |                 |
| 1961        | 1835            |                 |
| 1971        | 1990            |                 |
| 1981        | 2401            |                 |
| 1991        | 2729            | 2681            |
| 2002        | 3009            | 2959            |
|             |                 |                 |

| Etnična sestava po popisu iz leta 2002 | Etnična sestava po popisu iz leta 2002 | Etnična sestava po popisu iz leta 2002 | Etnična sestava po popisu iz leta 2002 | Etnična sestava po popisu iz leta 2002 |
| -------------------------------------- | -------------------------------------- | -------------------------------------- | -------------------------------------- | -------------------------------------- |
| Srbi                                   | Srbi                                   |                                        | 2.687                                  | 90,80%                                 |
| Romuni                                 | Romuni                                 |                                        | 73                                     | 2,46%                                  |
| Madžari                                | Madžari                                |                                        | 47                                     | 1,58%                                  |
| Romi                                   | Romi                                   |                                        | 43                                     | 1,45%                                  |
| Jugoslovani                            | Jugoslovani                            |                                        | 25                                     | 0,84%                                  |
| Črnogorci                              | Črnogorci                              |                                        | 15                                     | 0,50%                                  |
| Makedonci                              | Makedonci                              |                                        | 9                                      | 0,30%                                  |
| Hrvati                                 | Hrvati                                 |                                        | 5                                      | 0,16%                                  |
| Nemci                                  | Nemci                                  |                                        | 4                                      | 0,13%                                  |
| Slovaki                                | Slovaki                                |                                        | 3                                      | 0,10%                                  |
| Slovenci                               | Slovenci                               |                                        | 1                                      | 0,03%                                  |
| Rusi                                   | Rusi                                   |                                        | 1                                      | 0,03%                                  |
| Muslimani                              | Muslimani                              |                                        | 1                                      | 0,03%                                  |
| Neznano                                | Neznano                                |                                        | 11                                     | 0,37%                                  |